# 宿根白酒草
宿根白酒草（学名：Conyza perennis）为菊科白酒草属的植物，是中国的特有植物。分布在中国大陆的贵州、云南等地，生长于海拔160米的地区，多生在河岸沙地灌丛中，目前尚未由人工引种栽培。